# Sumampattus
Sumampattus Galiano, 1983 è un genere di ragni appartenente alla famiglia Salticidae.

## Etimologia
Il nome è composto da Sumampa, città dell'Argentina settentrionale, fra i luoghi principali di rinvenimento, e dal suffisso -attus, caratteristico di vari generi della famiglia Salticidae, un tempo denominata Attidae.

## Distribuzione
Le tre specie note di questo genere sono diffuse in America meridionale, in particolare in Argentina e Paraguay.

## Tassonomia
La specie tipo di questo genere venne denominata Eustiromastix pantherinus Mello-Leitão, 1942; uno studio dell'aracnologa María Elena Galiano del 1983 l'ha fatta assurgere a genere a sé con cambio di denominazione.
A maggio 2010, si compone di tre specie:
- Sumampattus hudsoni Galiano, 1996 — Paraguay, Uruguay, Argentina
- Sumampattus pantherinus (Mello-Leitão, 1942)[2] — Argentina
- Sumampattus quinqueradiatus (Taczanowski, 1878) — Perù, Brasile, Paraguay, Argentina